# Andoni López Saratxo
Andoni López Saratxo (Barakaldo, Biscaia, 5 d'abril de 1996) és un futbolista basc que juga com a lateral esquerre a la SD Ponferradina.

## Carrera esportiva
Andoni es va formar al planter de l'Athletic Club des de l'any 2006. El 2010 va passar al Danok Bat, on va romandre les seves dues temporades d'edat cadet. El 2012 va arribar al juvenil de l'Athletic Club. El 2014 es va incorporar al segon filial blanc-i-vermell, el C. D. Basconia, on s'hi va estar dues temporades. El 2016, amb 20 anys, va passar a ser jugador del Bilbao Athletic.
El 4 de febrer de 2018, el lateral esquerre va fer el seu debut en el primer equip de l'Athletic en el partit de Lliga que l'enfrontaria al Girona FC. Andoni va actuar com a carriler esquerrà i va cometre un discutible penal. Malgrat el seu debut, no va tornar a participar en cap partit més amb el primer equip i va continuar al filial la resta de la temporada, amb el qual va disputar la fase d'ascens a Segona Divisió. L'agost de 2018 va renovar el seu contracte amb el club fins a 2021.
El 18 d'agost de 2018 va ser cedit a la UD Almeria de la Segona Divisió espanyola per una temporada. Va ser titular en el primer tram de la temporada, aconseguint el gol del triomf davant l'Sporting de Gijón en la jornada 12. Al desembre va sofrir una lesió muscular, que el va apartar de l'equip unes sis setmanes. Al seu retorn, el tècnic va decidir mantenir Iván Martos en l'onze titular. El 7 d'agost de 2019 va ser cedit per segona temporada consecutiva, en aquesta ocasió, a l'Elx Club de Futbol.
L'1 de setembre de 2020 es va incorporar a la UD Logroñés de la Segona Divisió espanyola, signant un contracte de dues temporades. El 28 de gener de 2022, va marxar a la SD Amorebieta.
L'1 de setembre de 2022, després que l'equip baixés, López va fitxar pel CD Tenerife de segona divisió, per un any. Després de només dos partits de lliga, va marxar al CD Lugo el següent 31 de gener.